# 薩彥嶺之戰
薩彥嶺之戰，發生在710年或711年，後突厥汗國對黠戛斯汗國的戰爭。結果是後突厥勝利，領兵的是謀臣暾欲谷。

## 戰役
當闕特勤26歲時與毗伽可汗冬季北征黠戛斯，他們越過薩彥山脈，行一條小路經十天後到達黠戛斯人的地盤組織了對他們的夜襲，殺死他們的可汗巴爾斯別克，之後黠戛斯人再次投降，後突厥軍隊也撤回漠北。